# Cogeces del Monte (kommunhuvudort)
Cogeces del Monte är en kommunhuvudort i Spanien.   Den ligger i provinsen Provincia de Valladolid och regionen Kastilien och Leon, i den centrala delen av landet, 130 km norr om huvudstaden Madrid. Cogeces del Monte ligger 893 meter över havet och antalet invånare är 856.
Terrängen runt Cogeces del Monte är platt. Runt Cogeces del Monte är det ganska glesbefolkat, med 38 invånare per kvadratkilometer. Närmaste större samhälle är Cuéllar, 12,1 km söder om Cogeces del Monte. Trakten runt Cogeces del Monte består till största delen av jordbruksmark.